# Justin DaCosta
Justin DaCosta (ur. 10 maja 1985 w Mississauga) – kanadyjski hokeista pochodzenia portugalskiego.

## Kariera
- Toronto Red Wings (-2001)
- Brampton Capitals (2001-2002)
- Barrie Colts (2002-2003)
- Owen Sound Attack (2003-2004)
- Mississauga IceDogs (2004-2006)
- UNB Varsity Reds (2006-2009)
- Colorado Eagles (2009)
- Stockton Thunder (2009-2010)
- Muskegon Lumberjacks (2010)
- Allen Americans (2010-2011)
- Lake Erie Monsters (2011)
- Chamois de Chamonix (2011)
- Alba Volán Székesfehérvár (2011-2012)
- Elmira Jackals (2012-2013)
- KooKoo (2013)
- Fife Flyers (2013-2014)
- Ciarko PBS Bank KH Sanok (2014)
- Coventry Blaze (2014-2015)
- Brampton Beast (2015)
- Stoney Creek Generals (2016-2019)
- Brantford Blast (2019-)

Występował w kanadyjskich juniorskich rozgrywkach OPJHL, następnie od 2002 do 2006 przez cztery sezony w OHL w ramach CHL. Od 2006 trzy lata grał w lidze CIS (Canadian Interuniversity Sport). W tym czasie studiował na Uniwersytecie Nowego Brunszwiku (we Fredericton) i występował w akademickiej drużynie UNB Varsity Reds. Od 2009 występował w rozgrywkach CHL, ECHL, IHL, AHL. W 2011 po raz pierwszy wyjechał do Europy, najpierw od lipca był zawodnikiem z Chamonix-Mont-Blanc we francuskich rozgrywkach Ligue Magnus, po czym w październiku przeniósł się do Węgier i w barwach klubu Alba Volan rozegrał sezon ligi EBEL. W 2012 powrócił do USA i grał w lidze ECHL w barwach Elmira Jackals. W styczniu 2013 ponownie wyjechał do Europy i został zawodnikiem fińskiego klubu KooKoo w lidze Mestis. W sierpniu 2013 przeszedł do szkockiego klubu Fife Flyers i jako kapitan drużyny rozegrał z nim sezon brytyjskich rozgrywek EIHL. Od czerwca 2014 zawodnik polskiego klubu Ciarko PBS Bank KH Sanok w rozgrywkach PHL. Pod koniec października 2014 opuścił klub. Od listopada 2014 zawodnik angielskiego klubu Coventry Blaze w brytyjskich rozgrywkach EIHL. Od września do października 2015 zawodnik Brampton Beast w lidze ECHL. Od 2015 zawodnik Stoney Creek Generals w rozgrywkach Allen Cup Hockey (ACH). W trzech kolejnych sezonach zdobywał mistrzostwo tych rozgrywek. W 2019 przeszedł do Brantford Blast w tej samej lidze.

## Sukcesy
Klubowe
- Emms Trophy – mistrzostwo dywizji OHL: 2005 z Mississauga IceDogs
- University Cup – mistrzostwo CIS: 2007, 2009 z UNB Varsity Reds
- Bud Poile Governors’ Cup – mistrzostwo w sezonie zasadniczym CHL: 2011 z Allen Americans
- Złoty medal mistrzostw Węgier: 2012 z Albą Volan Székesfehérvár
- Srebrny medal Mestis: 2013 z KooKoo
- Złoty medal ACH: 2017, 2018, 2019 ze Stoney Creek Generals
- Allan Cup: 2018 ze Stoney Creek Generals

Indywidualne
- Sezon CIS 2006/2007:
  - Skład gwiazd pierwszoroczniaków
- Sezon EIHL (2013/2014):
  - Jedenaste miejsce w klasyfikacji asystentów wśród obrońców w sezonie zasadniczym: 27 asyst[13]